# Улица Победы (Воронеж)
Улица Победы — улица в Коминтерновском районе города Воронежа. Появилась в 1949 году, название дано по победе в Великой Отечественной войне. Длина около 350 м.
Примыкает к улице 45-й Стрелковой Дивизии на севере и Ракетному переулку на юге, с последним имеет только пешеходное сообщение. Расположена перпендикулярно к улице 45-й Стрелковой Дивизии, между параллельными улицами Карпинского и Славы. На этой улице около 25 частных домов, детская площадка.
По проекту «Улица Победы», приуроченному к 75-летию Победы в Великой Отечественной войне, проведён ремонт улицы.
Почтовый индекс — 394016.